# Stephen Makinwa
Stephen Ayodele Makinwa (Lagos, 26 luglio 1983) è un procuratore sportivo ed ex calciatore nigeriano, di ruolo attaccante.

## Biografia
Nato a Lagos, in Nigeria, arriva in Italia a diciassette anni e nel 2012 ottiene la cittadinanza italiana;

## Carriera

### Club
Cresciuto calcisticamente nell'Ebedei in patria, nel 2000, all'età di 17 anni, viene portato in Italia dalla Reggiana, che lo cede in prestito al Conegliano.
Nella stagione 2001-2002 viene acquistato in compartecipazione dal Como che non lo impiega in nessuna delle partite della Serie B. La stagione seguente fa ritorno a Reggio Emilia e nella squadra granata, militante in Serie C1, disputa 29 incontri realizzando 6 reti.
Nel 2003 viene acquistato dal Genoa Tuttavia, nel campionato 2003-2004, non veste mai la casacca rossoblu perché viene prestato prima al Como e poi al Modena. Con gli emiliani esordisce in Serie A il 17 gennaio 2004 in un pareggio per 1-1 contro la Lazio, per poi segnare l'unica rete della sua esperienza in Emilia nella gara casalinga contro l'Inter, fissando il risultato sull'1-1.
Nella stagione 2004-2005 torna a Genova, ed a gennaio, dopo 18 presenze e 6 gol in Serie B con la maglia rosso-blu, viene acquistato in compartecipazione dall'Atalanta, per 3,3 milioni di euro. A giugno il cartellino del nigeriano viene riscattato interamente dall'Atalanta per 3,2 milioni di euro, e ad agosto 2005 viene comprato dal Palermo per 7,5 milioni di euro con cui firma un contratto quinquennale ad 800 000 euro a stagione. Nell'unica stagione in rosanero gioca 31 partite tra Serie A e Coppa Uefa segnando 8 gol. Di questi, il primo nella vittoria interna per 3-2 contro l'Inter, il 10 settembre 2005.
Nell'estate 2006, dopo essere stato in nove squadre professionistiche in sette anni, è stato acquistato in compartecipazione dalla Lazio per 3 milioni di euro, rilevando la stagione successiva anche l'altra metà del cartellino per 3,3 milioni di euro. Al suo primo anno in biancoceleste l'allenatore Delio Rossi lo ha impiegato con alternanza, spesso in sostituzione dei compagni di reparto Tommaso Rocchi e Goran Pandev. Ha disputato 25 incontri e ha messo a segno 3 reti.
Nel secondo anno alla Lazio non viene schierato quasi mai dall'inizio, e nel calciomercato invernale si trasferisce alla Reggina con la formula del prestito. Con la squadra amaranto esordisce il 9 febbraio 2008 in Roma-Reggina (2-0). Dopo qualche giornata, con l'avvicendamento del nuovo tecnico Nevio Orlandi, non trova più spazio nella formazione amaranto.
Alla fine della stagione ritorna alla Lazio che nel mercato di riparazione di gennaio 2009 lo cede al Chievo in prestito con diritto di riscatto. Qui parte da titolare, segnando un gol in 6 gare, nella partita pareggiata per 1-1 dai clivensi contro il Cagliari. Nella giornata successiva la punta s'infortuna, terminando di fatto la stagione. A fine stagione, non essendo riscattato dal ChievoVerona, fa ritorno alla Lazio.
Il 15 luglio 2010 passa in prestito ai greci del Larissa. Terminato il prestito, a fine stagione torna alla Lazio dopo 10 presenze ed una rete in terra greca. Nella stagione 2011-2012, non rientrando nei piani tecnici del mister Edy Reja, non colleziona alcuna presenza ufficiale e a fine stagione lascia la Lazio da svincolato.
Il 13 novembre 2012 viene messo sotto contratto dalla Carrarese, squadra di Lega Pro Prima Divisione. Conclude la stagione con 13 presenze e 6 gol.
Il 12 luglio 2013 si trasferisce alla squadra cinese del Beijing Baxy, club militante nella seconda serie del campionato.
Il 23 luglio 2014 firma un contratto annuale con gli sloveni del Nova Gorica. Il 13 agosto 2014 gioca la Supercoppa contro il Maribor perdendo 4-1, segnando il gol per la sua squadra. Decide di ritirarsi dal calcio alla fine della stagione.

### Nazionale
Conta 19 presenze nella Nazionale nigeriana, con la cui maglia ha debuttato nel 2004. Ha partecipato alla Coppa d'Africa 2006 e Coppa d'Africa 2008.

## Statistiche

### Presenze e reti nei club
Statistiche aggiornate al 20 novembre 2014.
| Stagione        | Squadra         | Campionato      | Campionato | Campionato | Coppe nazionali | Coppe nazionali | Coppe nazionali | Coppe continentali | Coppe continentali | Coppe continentali | Altre coppe | Altre coppe | Altre coppe | Totale | Totale |
| Stagione        | Squadra         | Comp            | Pres       | Reti       | Comp            | Pres            | Reti            | Comp               | Pres               | Reti               | Comp        | Pres        | Reti        | Pres   | Reti   |
| --------------- | --------------- | --------------- | ---------- | ---------- | --------------- | --------------- | --------------- | ------------------ | ------------------ | ------------------ | ----------- | ----------- | ----------- | ------ | ------ |
| 2000-2001       | Conegliano      | Ecc             | 8          | 2          | CI-Dil          | 0               | 0               | -                  | -                  | -                  | -           | -           | -           | 8      | 2      |
| 2001-2002       | Como            | B               | 0          | 0          | CI              | -               | -               | -                  | -                  | -                  | -           | -           | -           | 0      | 0      |
| 2002-2003       | Reggiana        | C1              | 29         | 6          | CI-C            | 4               | 3               | -                  | -                  | -                  | -           | -           | -           | 33     | 9      |
| 2003-gen. 2004  | Como            | B               | 21         | 6          | CI              | 1               | 0               | -                  | -                  | -                  | -           | -           | -           | 22     | 6      |
| Totale Como     | Totale Como     | Totale Como     | 21         | 6          |                 | 1               | 0               |                    | -                  | -                  |             | -           | -           | 22     | 6      |
| gen.-giu. 2004  | Modena          | A               | 17         | 1          | CI              | 0               | 0               | -                  | -                  | -                  | -           | -           | -           | 17     | 1      |
| 2004-gen. 2005  | Genoa           | B               | 18         | 6          | CI              | 3               | 1               | -                  | -                  | -                  | -           | -           | -           | 21     | 7      |
| gen.-giu. 2005  | Atalanta        | A               | 17         | 6          | CI              | 1               | 0               | -                  | -                  | -                  | -           | -           | -           | 18     | 6      |
| 2005-2006       | Palermo         | A               | 23         | 5          | CI              | 2               | 0               | CU                 | 8                  | 3                  | -           | -           | -           | 33     | 8      |
| 2006-2007       | Lazio           | A               | 25         | 3          | CI              | 0               | 0               | -                  | -                  | -                  | -           | -           | -           | 25     | 3      |
| 2007-gen. 2008  | Lazio           | A               | 14         | 0          | CI              | 1               | 0               | UCL                | 4                  | 0                  | -           | -           | -           | 19     | 0      |
| gen.-giu. 2008  | Reggina         | A               | 9          | 0          | CI              | 0               | 0               | -                  | -                  | -                  | -           | -           | -           | 9      | 0      |
| 2008-gen. 2009  | Lazio           | A               | 4          | 0          | CI              | 2               | 0               | -                  | -                  | -                  | -           | -           | -           | 6      | 0      |
| gen.-giu. 2009  | Chievo          | A               | 9          | 1          | CI              | 0               | 0               | -                  | -                  | -                  | -           | -           | -           | 9      | 1      |
| 2009-2010       | Lazio           | A               | 2          | 0          | CI              | 1               | 0               | UEL                | 3                  | 0                  | SI          | 0           | 0           | 6      | 0      |
| 2010-2011       | Larissa         | SL              | 10         | 1          | CG              | 1               | 0               | -                  | -                  | -                  | -           | -           | -           | 11     | 1      |
| 2011-2012       | Lazio           | A               | 0          | 0          | CI              | 0               | 0               | UEL                | 0                  | 0                  | -           | -           | -           | 0      | 0      |
| Totale Lazio    | Totale Lazio    | Totale Lazio    | 45         | 3          |                 | 4               | 0               |                    | 7                  | 0                  |             | 0           | 0           | 56     | 3      |
| 2012-2013       | Carrarese       | 1D              | 13         | 6          | CI+CI-LP        | 0+0             | 0+0             | -                  | -                  | -                  | -           | -           | -           | 13     | 6      |
| 2013            | Beijing Baxy    | CL1             | 11         | 6          | CC              | 0               | 0               | -                  | -                  | -                  | -           | -           | -           | 11     | 4      |
| 2014-2015       | Gorica          | 1. SNL          | 15         | 1          | CS              | 1               | 0               | UEL                | 0                  | 0                  | SS          | 1           | 1           | 17     | 2      |
| Totale carriera | Totale carriera | Totale carriera | 245        | 53         |                 | 17              | 4               |                    | 15                 | 3                  |             | 1           | 1           | 278    | 56     |

### Cronologia presenze e reti in nazionale
| Cronologia completa delle presenze e delle reti in nazionale ― Nigeria | Cronologia completa delle presenze e delle reti in nazionale ― Nigeria | Cronologia completa delle presenze e delle reti in nazionale ― Nigeria | Cronologia completa delle presenze e delle reti in nazionale ― Nigeria | Cronologia completa delle presenze e delle reti in nazionale ― Nigeria | Cronologia completa delle presenze e delle reti in nazionale ― Nigeria | Cronologia completa delle presenze e delle reti in nazionale ― Nigeria | Cronologia completa delle presenze e delle reti in nazionale ― Nigeria |
| Data                                                                   | Città                                                                  | In casa                                                                | Risultato                                                              | Ospiti                                                                 | Competizione                                                           | Reti                                                                   | Note                                                                   |
| ---------------------------------------------------------------------- | ---------------------------------------------------------------------- | ---------------------------------------------------------------------- | ---------------------------------------------------------------------- | ---------------------------------------------------------------------- | ---------------------------------------------------------------------- | ---------------------------------------------------------------------- | ---------------------------------------------------------------------- |
| 17-11-2004                                                             | Johannesburg                                                           | Sudafrica                                                              | 2 – 1                                                                  | Nigeria                                                                | Amichevole                                                             | 1                                                                      |                                                                        |
| 5-6-2005                                                               | Kigali                                                                 | Ruanda                                                                 | 1 – 1                                                                  | Nigeria                                                                | Qual. Mondiali 2006                                                    | -                                                                      | 61’                                                                    |
| 18-6-2005                                                              | Kano                                                                   | Nigeria                                                                | 1 – 1                                                                  | Angola                                                                 | Qual. Mondiali 2006                                                    | -                                                                      | 54’                                                                    |
| 17-8-2005                                                              | Tripoli                                                                | Libia                                                                  | 0 – 1                                                                  | Nigeria                                                                | Amichevole                                                             | -                                                                      | 72’                                                                    |
| 4-9-2005                                                               | Orano                                                                  | Algeria                                                                | 2 – 5                                                                  | Nigeria                                                                | Qual. Mondiali 2006                                                    | -                                                                      | 69’                                                                    |
| 8-10-2005                                                              | Abuja                                                                  | Nigeria                                                                | 5 – 1                                                                  | Zimbabwe                                                               | Qual. Mondiali 2006                                                    | -                                                                      | 68’                                                                    |
| 31-1-2006                                                              | Porto Said                                                             | Nigeria                                                                | 2 – 1                                                                  | Senegal                                                                | Coppa d'Africa 2006 - 1º Turno                                         | -                                                                      | 52’                                                                    |
| 4-2-2006                                                               | Porto Said                                                             | Nigeria                                                                | 1 – 1 (6 - 5 dtr)                                                      | Tunisia                                                                | Coppa d'Africa 2006 - Quarti di finale                                 | -                                                                      | 90+3’                                                                  |
| 7-2-2006                                                               | Alessandria d'Egitto                                                   | Nigeria                                                                | 0 – 1                                                                  | Costa d'Avorio                                                         | Coppa d'Africa 2006 - Semifinale                                       | -                                                                      | 63’                                                                    |
| 6-2-2007                                                               | Brentford                                                              | Ghana                                                                  | 4 – 1                                                                  | Nigeria                                                                | Amichevole                                                             | -                                                                      | 34’                                                                    |
| 2-6-2007                                                               | Kampala                                                                | Uganda                                                                 | 2 – 1                                                                  | Nigeria                                                                | Qual. Coppa d'Africa 2008                                              | -                                                                      | 82’                                                                    |
| 17-6-2007                                                              | Niamey                                                                 | Niger                                                                  | 1 – 3                                                                  | Nigeria                                                                | Qual. Coppa d'Africa 2008                                              | -                                                                      |                                                                        |
| 22-8-2007                                                              | Skopje                                                                 | Macedonia                                                              | 0 – 0                                                                  | Nigeria                                                                | Amichevole                                                             | -                                                                      | 61’                                                                    |
| 8-9-2007                                                               | Warri                                                                  | Nigeria                                                                | 2 – 0                                                                  | Lesotho                                                                | Qual. Coppa d'Africa 2008                                              | 1                                                                      | 63’                                                                    |
| 17-11-2007                                                             | Londra                                                                 | Australia                                                              | 1 – 0                                                                  | Nigeria                                                                | Amichevole                                                             | -                                                                      |                                                                        |
| 20-11-2007                                                             | Zurigo                                                                 | Svizzera                                                               | 0 – 1                                                                  | Nigeria                                                                | Amichevole                                                             | -                                                                      | 68’                                                                    |
| 9-1-2008                                                               | Estepona                                                               | Nigeria                                                                | 2 – 0                                                                  | Sudan                                                                  | Amichevole                                                             | -                                                                      | 55’                                                                    |
| 21-1-2008                                                              | Sekondi-Takoradi                                                       | Nigeria                                                                | 0 – 1                                                                  | Costa d'Avorio                                                         | Coppa d'Africa 2008 - 1º turno                                         | -                                                                      | 79’                                                                    |
| 25-1-2008                                                              | Sekondi-Takoradi                                                       | Nigeria                                                                | 0 – 0                                                                  | Mali                                                                   | Coppa d'Africa 2008 - 1º turno                                         | -                                                                      | 84’                                                                    |
| Totale                                                                 |                                                                        | Presenze                                                               | 19                                                                     |                                                                        | Reti                                                                   | 2                                                                      |                                                                        |

## Palmarès

### Club

#### Competizioni nazionali
- Supercoppa italiana: 1

Lazio: 2009